# Spinning Gold
Spinning Gold är en amerikansk biografisk dramafilm från 2023. Filmen är regisserad av Timothy Scott Bogart som även svarat för filmens manus.
Filmen hade biopremiär i USA den 31 mars 2023.

## Handling
Filmen kretsar kring 1970-talets musikproducent Neil Bogart som också var medgrundare av Casablanca Records. Bogart är känd för att ha upptäckt många artister såsom Donna Summer, KISS och Village People.

## Rollista (i urval)
- Jeremy Jordan – Neil Bogart
  - Winslow Fegley – Neil Bogart som ung
- Wiz Khalifa – George Clinton
- Jason Isaacs – Al Bogart
- Jason Derulo – Ron Isley
- Jay Pharoah – Cecil Holmes
- Michelle Monaghan – Beth Bogart
- Dan Fogler – Buck Reingold
- Sebastian Maniscalco – Giorgio Moroder
- Ledisi – Gladys Knight
- Sam Harris – Paul Stanley
- Caylee Cowan – Farrah Lee
- Chris Redd – Frankie Crocker
- James Wolk – Larry Harris
- Tayla Parx – Donna Summer
- Lyndsy Fonseca – Joyce Biawitz
- Peyton List – Nancy Weiss
- Pink Sweats – Bill Withers
- Casey Likes – Gene Simmons
- Alex Gaskarth – Peter Criss
- Michael Ian Black – Bill Aucoin
- Vincent Pastore – Big Joey